# Gardanne
Gardanne (provansalsko Gardana/Gardano) je mesto in občina v jugovzhodnem francoskem departmaju Bouches-du-Rhône regije Provansa-Alpe-Azurna obala. Leta 2006 je mesto imelo 21.062 prebivalcev.

## Geografija
Kraj leži v pokrajini Provansi 25 km severno od središča departmaja Marseilla.

## Uprava
Gardanne je sedež istoimenskega kantona, v katerega so poleg njegove vključene še občine Bouc-Bel-Air, Mimet in Simiane-Collongue s 44.859 prebivalci.
Kanton Gardanne je sestavni del okrožja Aix-en-Provence.